# Melanoplus devastator
Melanoplus devastator är en insektsart som beskrevs av Scudder, S.H. 1878. Melanoplus devastator ingår i släktet Melanoplus och familjen gräshoppor.

## Underarter
Arten delas in i följande underarter:
- M. d. devastator
- M. d. obscurus
- M. d. conspicuus

## Bildgalleri

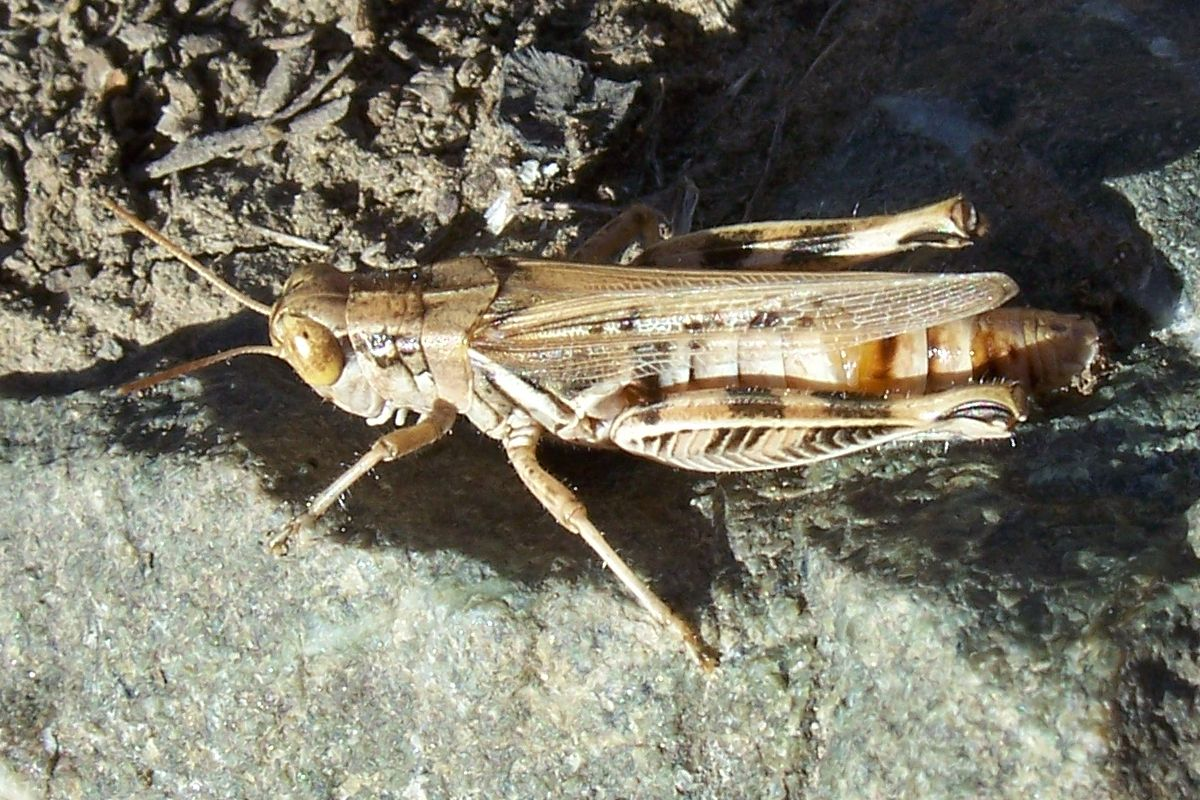
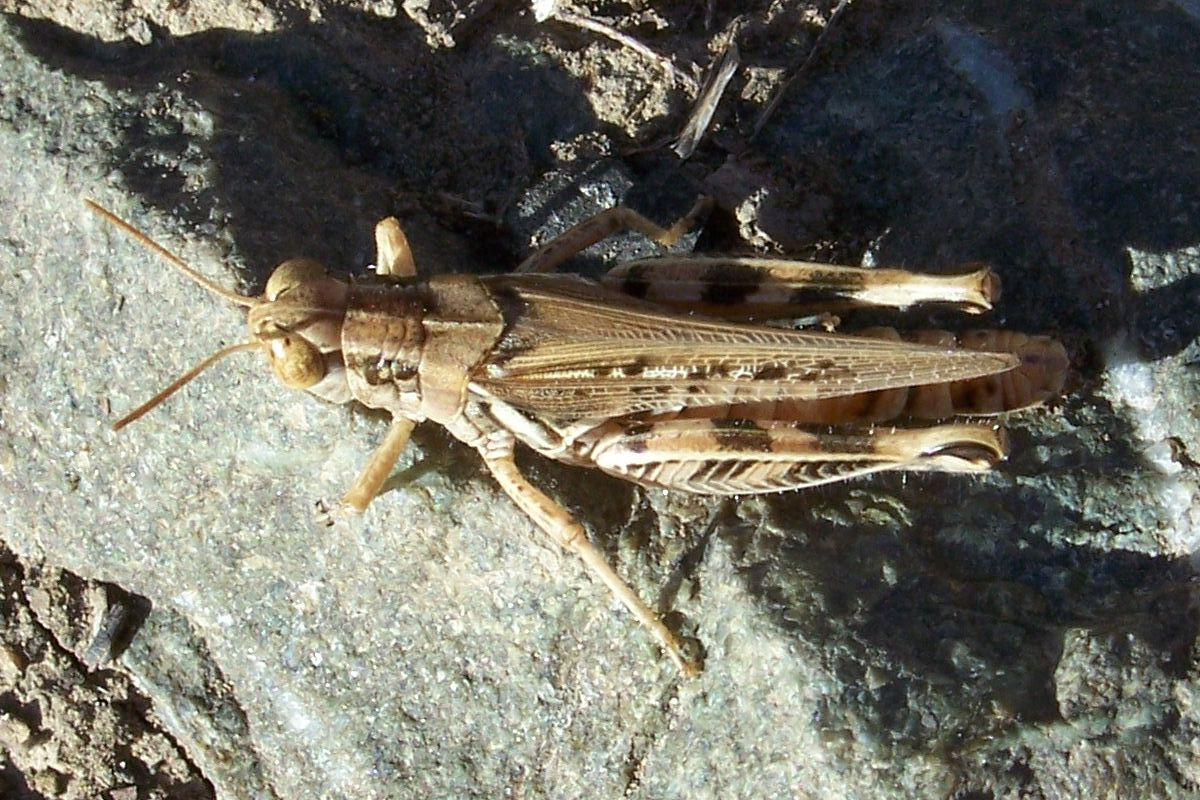